# ヒポスドール酸
ヒポスドール酸（ヒポスドールさん、hipposudoric acid）はカバの体表から分泌される粘液に含まれる赤い色素である。この粘液は「血の汗」や「ピンクの汗」と呼ばれることが多く、ヒポスドリック (hipposudoric) という言葉自体「カバの汗（hippo + sudor）」という意味だが、分泌される粘液は汗でも血でもない。
ヒポスドール酸はオレンジ色のアナログであるノルヒポスドール酸と同様に紫外線を遮断する能力を持ち、殺菌作用もある。ホモゲンチジン酸の酸化的二量化により生成する。

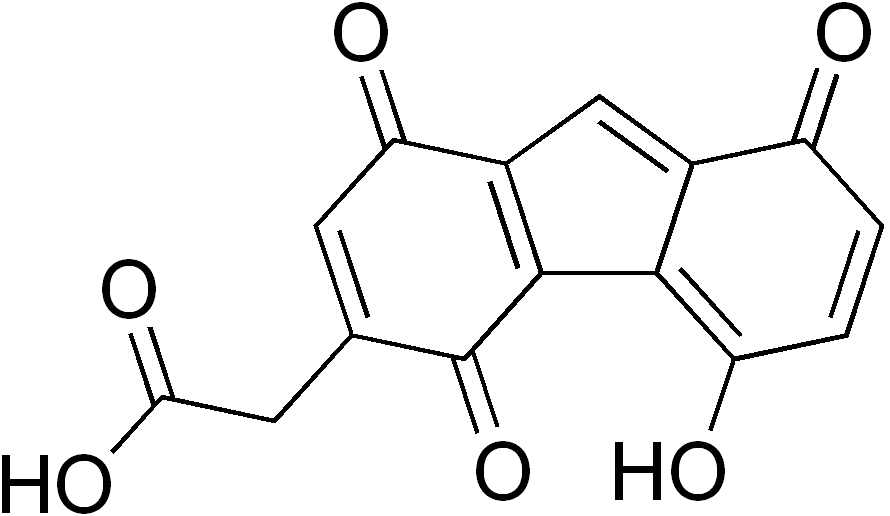
ノルヒポスドール酸